# Rhynchospora almensis
Rhynchospora almensis är en halvgräsart som beskrevs av David Alan Simpson. Rhynchospora almensis ingår i släktet småag, och familjen halvgräs. Inga underarter finns listade i Catalogue of Life.